# Buurmalsen
Buurmalsen is een dorp in de gemeenten West Betuwe en Buren in de Nederlandse provincie Gelderland. Op 1 januari 2023 telde Buurmalsen in totaal 1.220 inwoners. Buurmalsen ligt ongeveer 1 kilometer ten noorden van Geldermalsen.

## Historie
Buurmalsen was oorspronkelijk een onderdeel van de heerlijkheid Buren, in tegenstelling tot het andere Malsen, dat Gelders bezit was. Buurmalsen vormde samen met Tricht een eigen schepenbank. Op 1 januari 1812 werd het bij de gemeente Geldermalsen gevoegd om daarna op 1 januari 1818 weer zelfstandig te worden. Op 1 januari 1978 werd de gemeente opgeheven. Het grootste gedeelte van de gemeente werd onderdeel van de gemeente Geldermalsen, deze werd op 1 januari 2019 weer onderdeel van de gemeente West Betuwe. Een klein deel, het deel ten oosten van de lijn Rijksstraatweg - Nieuwe Steeg - Bulksteeg, werd onderdeel van de gemeente Buren.
De laatste burgemeester van de gemeente Buurmalsen was de heer J.C. Sanders, die in functie was van 16 januari 1950 tot 1 januari 1978.

## Uberan Malsna

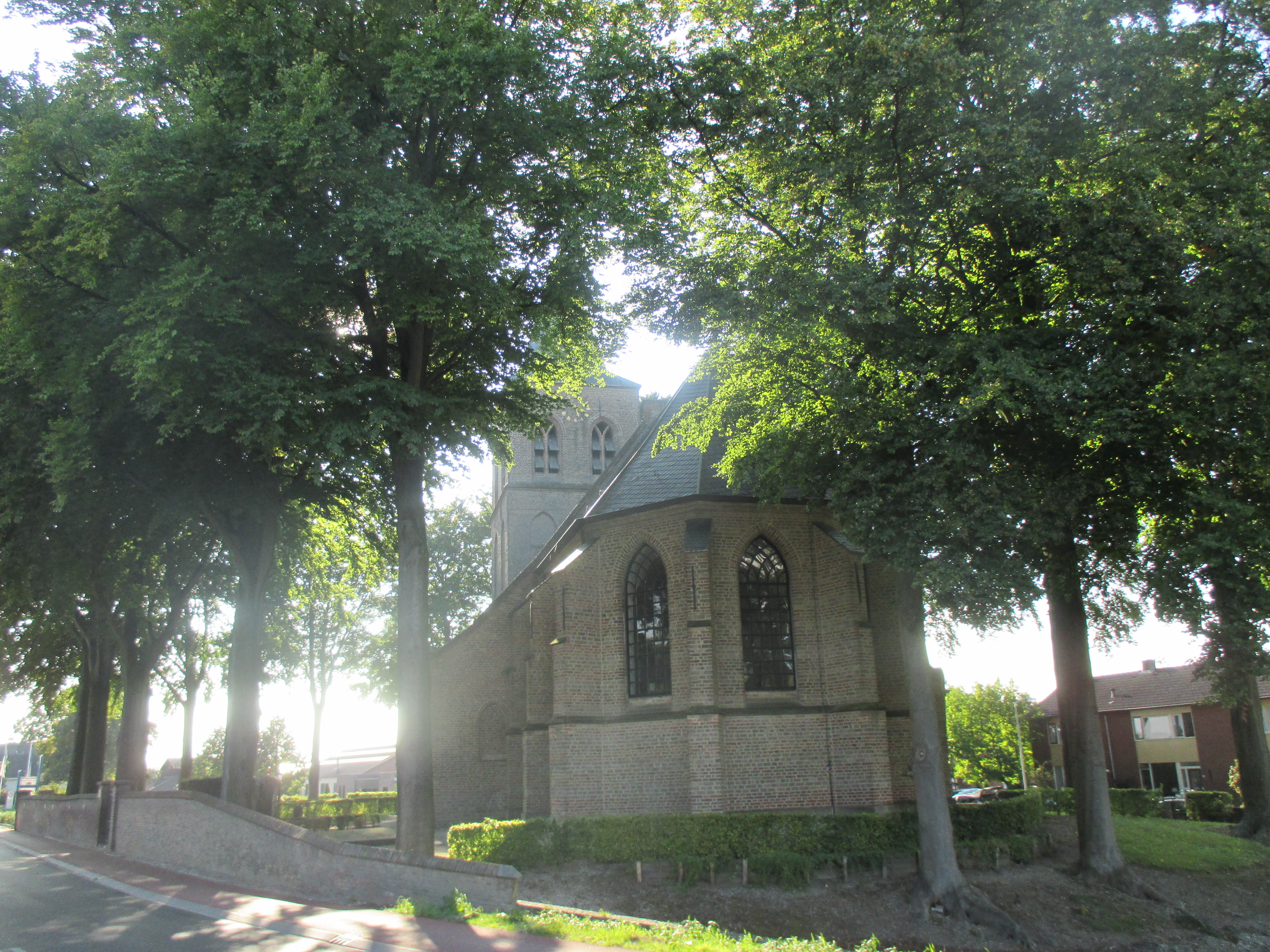
Koor van de 15e Suitbertus kerk in Buurmalsen

Op 12 augustus 850 vermeldt Ludger van Utrecht in een oorkonde (Oorkondenb. Sticht Utrecht, nr. 67) dat graaf Balderik goederen aan de Utrechtse kerk heeft geschonken o.a. Uberan Malsna, Malsna mansus duos. Met dit Uberan Malsna, Malsen superior (1347), Overmalsen (1400) wordt het tegenwoordige Buurmalsen bedoeld. Het behoorde destijds tot de Heerlijkheid Buren, dit in tegenstelling tot het aan de zuidoever van de Linge gelegen Malsen dat later, nadat het in 1253 aan Gelderland was gekomen, Geldermalsen werd genoemd. Volgens overleveringen zou de kerk in Buurmalsen zijn gesticht door Suitbertus, een metgezel van Willibrord op 24 september 696.

## Buurmalsen en Tricht
De oorsprong van dorpswapens moet evenwel worden gezocht bij het wapen van de oudst bekende Heer van het betreffende dorp (veelal te vinden in de 12e tot 14e eeuw). Dat het gemeentebestuur aansluiting zocht bij het Huis Crayestein is op zich niet verwonderlijk. De gemeente bestond namelijk uit twee dorpen, te weten Buurmalsen en Tricht. Het dorp Buurmalsen is, in tegenstelling tot vele omliggende dorpen, nooit rijk geweest aan kastelen en dus ook eigen Heren. De oorzaak was waarschijnlijk gelegen in het feit, dat men sterk onder invloed verkeerde van het nabijgelegen Buren. Slechts het buiten de dorpskern gelegen Reygersfoort kon worden omschreven als een klein kasteeltje. In 1403 was hiervan Balthasar van Buren de eigenaar, een telg uit het geslacht Van Buren.
Het verband met het dorp Tricht is al eeuwenoud. In juridisch opzicht werd Buurmalsen in 1502 met Tricht verenigd; samen kregen de twee dorpen toen één schepenbank. Later werden beide dorpen in 1811 in één gemeente verenigd. Tricht kende wel een adellijk huis, namelijk Crayestein. De eerst bekende bezitter van Crayestein was Margriet van Buren, weduwe van Gosen van Honseler die in 1515 werd beleend (repertorium op het leenregister van het Graafschap Buren). Met een grote mate van waarschijnlijkheid is nog ene Aert van den Steyne haar voorgegaan. Hij treedt voor Tricht op in de Lingebrief van 1456 en komt voor in het leenregister van Gelre onder het hoofdstuk Burense lenen als bezitter van een hofstad en goed aan de Bulk te Tricht in 1470/1473. Het wapen van de gemeente Buurmalsen is derhalve nogal uit de lucht gegrepen. Beide dorpen hoorden toen al eeuwen tot het Graafschap Buren zodat een aansluiting bij het wapen van de Heren van Buren meer voor de hand gelegen zou hebben.

## Het geslacht Van Malsen
In de 14e eeuw komt ene Nicolaas of Claes van Malsen voor, die in 1326 beleend wordt met het kasteel te Well. Deze Nicolaas is in 1344 gegoed te Tricht en wordt in datzelfde jaar als eerste nabuur vermeld in een akte waarbij diverse stukken land van de kerk van Buurmalsen worden verkocht aan Mariënweerd. Andere personen met de toenaam Van Malsen komen in deze eeuw (vanaf 1295) voor als ridders, grondbezitters onder andere in Buurmalsen en Tricht, richters in Malsen en één wordt zelfs "neef" van de Heer van Buren genoemd. Het wapen van het geslacht Van Malsen, dat terug te voeren is op Claes van Malsen, heer van Well, is bekend en wordt omschreven als "een zilveren baar, de linker schuinbalk, op keel, rood. Of er hier een verband bestaat met het geslacht Van Cuyk/Kuyk (voornamelijk gegoed te Geldermalsen en Meteren) is niet bekend. Het zou kunnen want ook afstammelingen uit dit geslacht noemden zich wel Van Malsen. Hoe het ook zij, het wapen van de voormalige gemeente Buurmalsen wordt thans algemeen als het wapen van het gelijknamige dorp beschouwd. Op het officiële wapendiploma staat overigens aangegeven, dat de afbeelding dient te worden voorzien van een randschrift met de tekst: "Gemeentebestuur van Buurmalsen". In de praktijk werd dit randschrift veelal achterwege gelaten. Bij een dorpswapen zou dit ook niet passen.

## Verkeer en vervoer
Het dorp is met de auto te bereiken via de Provinciale weg N833.
De volgende buslijn rijdt door het dorp:
- Lijn 262 Geldermalsen - Buurmalsen - Tricht

## Trivia
De betovergrootvader van de 8e president van de Verenigde Staten van Amerika, Martin Van Buren, komt oorspronkelijk uit Buurmalsen. De naam van deze betovergrootvader, die omstreeks 1631 naar Amerika emigreerde, was Cornelis van Maesen. Zijn tweede zoon Marten neemt, in de veronderstelling uit Buren te komen, de naam Marten van Buren aan. Martin van Buren zelf heeft altijd in de veronderstelling geleefd dat zijn voorouders uit het nabijgelegen stadje Buren kwamen en is hier tijdens zijn periode als president zelfs eenmaal op bezoek geweest.